# カネケヤキ
カネケヤキは、1960年代に活躍した日本の競走馬である。1964年の日本牝馬クラシック二冠（桜花賞、優駿牝馬）を達成した。その他朝日杯3歳ステークス2着、菊花賞5着がある。1964年の啓衆賞最優秀4歳牝馬。
1995年までサラブレッド長寿記録を、2015年までサラブレッド牝馬最長寿記録を保持していた。

## 戦績
1963年から1965年にかけ16戦6勝。主戦騎手は野平祐二で、見習騎手が騎乗したオープンでの1戦をのぞくすべてのレースで騎乗した。
1963年10月、中山競馬場でデビュー。8番人気の低評価を覆して初戦を快勝。次走を2着とした後、オープン戦、中山の3歳牝馬ステークスと連勝して臨んだ朝日杯3歳ステークスは、1番人気に推されるも、ウメノチカラにアタマ差及ばなかった。

### 牝馬二冠達成
明け4歳となってからは、京成杯、弥生賞をそれぞれ6、4着と凡走、続くオープン戦も2着と敗れた。桜花賞では4番人気にまで人気を落としたが、先行抜け出しの競馬で2着のフラミンゴに2馬身差をつけ、快勝。この後、東京の4歳牝馬特別に勝利すると、本番の優駿牝馬はヤマニンルビーに3馬身差をつけ、二冠を達成。4歳牝馬の頂点に立った

### 菊花賞挑戦
秋は、クイーンステークスから始動したが、脚部不安から調子を崩し、同じ4歳牝馬のフラワーウツドに4馬身差の2着と完敗。続く、セントライト記念も勝ったウメノチカラから3馬身離された3着に終わった。この後、京都に遠征。オープン戦を5着として、菊花賞に臨んだ。カネケヤキは近走の不調から、12頭立ての9番人気と言う低評価だった。
当時はビクトリアカップ（1970年創設。後のエリザベス女王杯、秋華賞の前身）が創設される前で、日本セントレジャーに相当する菊花賞への牝馬の挑戦は珍しいものではなかった。実際にカネケヤキ以前に牝馬二冠を達成した3頭はいずれも菊花賞に挑戦しており、このほかクリフジやブラウニーと言った菊花賞を勝利した牝馬も居た。とは言え、牝馬三冠は正式に設定されたものではなく注目もされなかった。一方、この年はクラシック三冠を狙うシンザンが出走しており、大きな注目を集めていた。結果的にこの競走は牡馬と牝馬の二冠馬が三冠をかけて対決した最初で最後の菊花賞である。
レースでは、他馬を大きく引き離しての大逃げをうつという奇策に出た。4コーナーまで粘り、レースを大きく盛り上げた。直線で失速したものの、脚部不安のなか牡馬に伍しての5着と健闘した。
この後は、5歳時にオープン戦を1戦しただけで引退、繁殖入りした。

## 引退後
生まれ故郷の青森牧場で繁殖牝馬となったが仔出しが悪く、目立った活躍馬を出すことができないまま、1984年、繁殖を引退した。
同牧場で余生を送っていたカネケヤキに、再び注目が集まったのは1995年。ヒカルメイジやコマツヒカリの母であるイサベリーンが持っていたサラブレッドの最長寿記録（34歳と192日）を、10月5日に更新すると報じられた。10月28日午後0時30分に老衰のため死亡。34歳と230日という大往生だった。
なお、サラブレッドの最長寿記録は、同年11月19日に奇しくも同じレースに出走したこともあるシンザンが更新した。サラブレッド牝馬最長寿記録も2015年にウラカワミユキ（ナイスネイチャの母）、そのウラカワミユキの記録も2018年にはルーキー（競走名ラツキーシラギク）が更新しており、重賞勝ちの最長寿馬牝馬の記録も2021年にメインキャスターが更新した。ただし、メインキャスターはGIII馬であるため、2022年2月現在もカネケヤキがGI級競走勝ち馬の最長寿であることは変わっていない。
子孫は孫にカネミカサが出ているがその後は活躍馬に恵まれず、2023年2月現在でも存続するものの非常に縮小している。現役繁殖牝馬はいないが、2022年8月24日に抹消されたラブミードゥの引退事由が繁殖牝馬となっている。

## 血統表
| カネケヤキの血統                       | カネケヤキの血統                              | カネケヤキの血統                              | （血統表の出典）                              | （血統表の出典） |
| 父系                                   | マンナ系                                      | マンナ系                                      | マンナ系                                      |                  |
| 父 カネリユー 1951 鹿毛                | 父の父ミルトン 1936 鹿毛                      | Miracle                                       | Manna                                         | Manna            |
| 父 カネリユー 1951 鹿毛                | 父の父ミルトン 1936 鹿毛                      | Miracle                                       | Brodick Bay                                   |                  |
| 父 カネリユー 1951 鹿毛                | 父の父ミルトン 1936 鹿毛                      | *シガアナ Cigana                              | Solario                                       | Solario          |
| 父 カネリユー 1951 鹿毛                | 父の父ミルトン 1936 鹿毛                      | *シガアナ Cigana                              | Granada                                       |                  |
| 父 カネリユー 1951 鹿毛                | 父の母神鈴 1939 鹿毛                          | *プリメロ Primero                             | Blandford                                     | Blandford        |
| 父 カネリユー 1951 鹿毛                | 父の母神鈴 1939 鹿毛                          | *プリメロ Primero                             | Athasi                                        |                  |
| 父 カネリユー 1951 鹿毛                | 父の母神鈴 1939 鹿毛                          | *スリリング Thrilling                         | Theo Bold                                     | Theo Bold        |
| 父 カネリユー 1951 鹿毛                | 父の母神鈴 1939 鹿毛                          | *スリリング Thrilling                         | Ling                                          |                  |
| 母 *コンキユバイン Concubine 1948 鹿毛 | 母の父Le Pacha 1938 鹿毛                      | Biribi                                        | Rabelais                                      | Rabelais         |
| 母 *コンキユバイン Concubine 1948 鹿毛 | 母の父Le Pacha 1938 鹿毛                      | Biribi                                        | La Bidouze                                    |                  |
| 母 *コンキユバイン Concubine 1948 鹿毛 | 母の父Le Pacha 1938 鹿毛                      | Advertencia                                   | Ksar                                          | Ksar             |
| 母 *コンキユバイン Concubine 1948 鹿毛 | 母の父Le Pacha 1938 鹿毛                      | Advertencia                                   | Ad Gloriam                                    |                  |
| 母 *コンキユバイン Concubine 1948 鹿毛 | 母の母Climax 1942 栗毛                        | Precipitation                                 | Hurry On                                      | Hurry On         |
| 母 *コンキユバイン Concubine 1948 鹿毛 | 母の母Climax 1942 栗毛                        | Precipitation                                 | Double Life                                   |                  |
| 母 *コンキユバイン Concubine 1948 鹿毛 | 母の母Climax 1942 栗毛                        | Riot                                          | Colorado                                      | Colorado         |
| 母 *コンキユバイン Concubine 1948 鹿毛 | 母の母Climax 1942 栗毛                        | Riot                                          | Lady Juror                                    |                  |
| 母系(F-No.)                            | (FN:9-c)                                      | (FN:9-c)                                      | (FN:9-c)                                      | [ § 2 ]          |
| 5代内の近親交配                        | Phalaris 5×5=6.25%、Swynford 5×5= 6.25%(父内) | Phalaris 5×5=6.25%、Swynford 5×5= 6.25%(父内) | Phalaris 5×5=6.25%、Swynford 5×5= 6.25%(父内) | [ § 3 ]          |
| 出典                                   | 1. 2. 3.                                      | 1. 2. 3.                                      | 1. 2. 3.                                      | 1. 2. 3.         |

- 長生きはしたのだがとにかく仔出しが悪く、後継牝馬もあまりいなかったため、現在まで生き残っているカネケヤキの子孫はごく僅かしかいない。孫にカネミカサ（中山記念2回、アルゼンチン共和国杯、AJC杯、種牡馬）がいる。
- 半妹カネタチバナ（父ヒカルメイジ）の産駒カネヒムロは優駿牝馬に勝ち、有馬記念優勝馬カネミノブを産んだ。